# Błyszczywody
Błyszczywody (ukr. Блищиводи) – wieś na Ukrainie, w rejonie lwowskim (wcześniej w rejonie żółkiewskim) obwodu lwowskiego. Wieś liczy około 310 mieszkańców.
Wieś prawa wołoskiego, położona była na początku XVI wieku w ziemi lwowskiej województwa ruskiego. W XIX w. zasiedlono tutaj 15 rodzin mennonickich w osadzie nazwanej Ehrenfeld, obecnie Czystopilla.
W II Rzeczypospolitej do 1934 samodzielna gmina jednostkowa. Następnie należała do zbiorowej wiejskiej gminy Dzibułki w powiecie żółkiewski w woj. lwowskim. Po wojnie wieś weszła w struktury administracyjne Związku Radzieckiego.